# 1447
سنة 1447 كانت سنة بسيطة تبدأ يوم الأحد (الرابط يظهر نموذج التقويم الكامل للسنة) من التقويم اليولياني.

## مواليد
- بايزيد الثاني
- ابن العليف المكي
- جورجيو فالا

## وفيات
- مير علي التبريزي